# Zzoilo
Zoilo Tuñón Rosa (Valencia, 29 de junio de 2000), más conocido como Zzoilo (estilizado como zzoilo), es un cantante y compositor español.

## Biografía
Siendo aún un niño se marchó con su familia a vivir a El Puig. Es Técnico Superior de Atletismo, estudió un ciclo formativo de grado superior en Imagen y Sonido y actualmente está estudiando el de Dirección de Cocina.

## Carrera
Estuvo 4 años en una escuela de música y coro. Su gran referente en el mundo de la música ha sido Dani Martín, al cual comenzó a seguir a la edad de 8 años tras escuchar la canción Peter Pan de su grupo El Canto del Loco. En 2020 estuvo interno en una institución de música, en la que conoció al productor musical VGBases, con el cual comenzó a trabajar.
Su salto a la fama se dio a raíz del remix de su canción Mon amour que grabó junto a Aitana, con el cual consiguió 5 discos de platino.